# Emmaboda (comuna)
Emmaboda ou Emaboda (em sueco: Emmabodas kommun) é uma comuna da Suécia localizada no condado de Kalmar. Sua capital é a cidade de Emmaboda. Possui 690 quilômetros quadrados e segundo censo de 2018, havia 9 400.